# Felce
 Felce  là một xã ở tỉnh Haute-Corse trên đảo Corse, Pháp. Xã này có diện tích 4,67 km², dân số năm 1999 là 43 người. Khu vực này có độ cao 800 mét trên mực nước biển.